# Smeđa preslica
Smeđa preslica (lat. Amanita fulva) je vrsta jestive gljive iz roda Amanita. 

## Opis
- Klobuk smeđe preslice je širok od 3 do 10 centimetara, narančastosmeđe boje, zvonolik, kasnije otvoren, u središtu napadno ispupčen; rub klobuka je izrazito narebran, sjajan i bez ostataka ovoja.
- Listići su gusti, u pazušcu, sivkastobijele boje.
- Stručak je visok od 8 do 12 centimetara, promjera 0,5 do 1,5 cm, cilindričan, dug, na dnu bez zadebljanja, ispod klobuka nešto tanji, šupalj, sjajan i gladak, nema vjenčića; na dnu je redovito visok ostatak bijelog ovoja.
- Meso je tanko, lomljivo, neodređena mirisa.
- Spore su okruglaste, 9 – 11 μm, nisu amiloidne, otrusina je bijele boje.

## Kemijske reakcije
Kožica klobuka i ovoj, koji se nalazi na dnu stručka, u dodiru s fenolanilinom za tren se oboje vinsko crveno zatim postanu smeđi, dok se s gvajakolom za 2 minute oboje plavo. Meso stručka u dodiru s fenolom postaje čokoladno smeđe. 

## Stanište
Raste ljeti i u jesen na šumskim čistinama i na livadama pored šuma.

## Upotrebljivost
Smeđa preslica je jestiva, izvrsne kakvoće. Sirova je otrovna, pa je zbog toga moramo prokuhati i vodu odliti.

## Sličnosti
U razvijene gljive zamjena je praktično nemoguća. Međutim, mlada i nerazvijena plodišta ostavimo da se razvija jer bismo inače lako mogli pogriješiti i ubrati smrtnu otrovnu panterovu muharu (lat. Amanita pantherina) ili neku od pupavki. Općenito je potrebno poštovati pravilo da se mlade i još nedovoljno razvijene gljive ne ubiru, jer je tada najveća opasnost od zamjene.

## Slike
|  |  |  |  |  |
|  |  |  |  |  |